# Amparo Iturbi
Amparo Iturbi Báguena (Valence, le 12 mars 1898 - Beverly Hills, le 22 avril 1969) est une pianiste espagnole. Sœur de José Iturbi, elle a accompagné son frère dans l'aventure américaine, faisant plusieurs apparitions dans des films hollywoodiens.

## Biographie
Amparo Iturbi est la plus jeune sœur du célèbre pianiste et chef d'orchestre José Iturbi. Elle a fait ses débuts à Barcelone à l'âge de 15 ans. En 1925, elle a donné son premier grand concert à l'étranger; jouant à la Salle Gaveau à Paris. Plus tard, avec son frère, elle a constitué un duo de piano qui a fait une tournée en Italie, Suisse, Belgique, Pays-Bas et Angleterre. Elle a également accompagné la célèbre soprano catalane Maria Barrientos. Ses débuts aux États-Unis n'ont eu lieu qu'en 1937.
Au début des années 1960, Amparo Iturbi a donné à son domicile de Beverly Hills des leçons de piano à des élèves sélectionnés. Certains élèves ont considéré son enseignement comme « rigoureux » en raison de la technique Iturbi, qui exigeait que les doigts soient positionnés au repos comme des marteaux en attendant de frapper les touches avec le bout des doigts seulement. Le maintien de cette position et la mise en action d'une touche sans bouger les doigts adjacents étaient obligatoires. Il était essentiel que les muscles et les tendons de l'avant-bras soient « détendus » à tout moment, tout en jouant. Cette technique quasi-contre-intuitive a été considérée comme difficile, voire douloureuse par certains pianistes.
Parmi ses élèves, on trouve Bruce Sutherland.
Elle a eu d'un mariage qui a été rapidement rompu, une fille, également appelée Amparo, qui a dirigé une compagnie de flamenco de renommée internationale.
Elle est décédée à Beverly Hills, le 22 avril 1969, en raison d'une tumeur au cerveau.

## Carrière cinématographique
Amparo est apparue comme invitée dans plusieurs films musicaux de la MGM, dans lesquels elle jouait du piano en compagnie de son frère:
- Two Girls and a Sailor (1944)
- Holiday in Mexico (1946)
- Three Daring Daughters (1948)
- That Midnight Kiss (1949)

Elle était dans la bande son de Three Daring Daughters (1948). Amparo Iturbi est apparue dans les films seulement pour jouer du piano avec son frère. Connus pour leur technique pianistique très proche, la paire est apparue dans  The Jimmy Durante Show  en 1955 et The Bell Telephone Hour en 1962.
Elle a fait de nombreux enregistrements soit en duo soit individuellement. Un CD, « Celebrated Artistry-Mozart/José & Ámparo Iturbi », a été publié en 1999.